# لویی جانسون
لویی جانسون (انگلیسی: Louis A. Johnson; ۱۰ ژانویهٔ ۱۸۹۱ – ۲۴ آوریل ۱۹۶۶) یک سیاستمدار و وکیل اهل ایالات متحده آمریکا بود. بود که دومین وزیر دفاع ایالات متحده از 1949 تا 1950 بود. [1] او معاون وزیر جنگ از 1937 تا 1940 بود و فرمانده ارشد لژیون آمریکایی از 1932 تا 1933 بود.